# Castillo de Ōtaki (Chiba)
El castillo de Ōtaki  (大多喜城 Ōtaki-jō?) es un castillo japonés ubicado en Ōtaki, al sureste de la Prefectura de Chiba, Japón. Durante el periodo Edo, el castillo de Ōtaki era la sede del daimio del Dominio de Ōtaki de la Provincia de Kazusa, el clan Satomi. El castillo fue también conocido como "Odaki-jō" (小田喜城 Odaki-jō?)

## Historia

### Construcción
El clan Satomi clan, gobernantes independientes de facto de toda la península de Bōsō durante el periodo Sengoku, optaron por no asentarse en el castillo de Chiba y comenzaron la construcción del castillo de Ōtaki en 1521 para proteger los accesos septentionales a sus dominios. Dicha tarea le fue encargada a Nobukiyo Mariyatsu.

### Periodo Edo
En 1590, después de que Tokugawa Ieyasu se asentara en Edo por orden de Toyotomi Hideyoshi, ordenó a Honda Tadakatsu levantar una fortificación nueva para ayudar a contener al clan Satomi en el Dominio de Tateyama. El clan Satomi fue destruido por Tokugawa en 1614, pero los Honda continuaron gobernando como daimios del Dominio de Ōtaki (100.000 koku) durante las siguientes tres generaciones. El control del Dominio de Ōtaki pasó posteriormente a daimios de los clanes Abe, Aoyama e Inagaki antes de ser asignado a Matsudaira Masahisa, cuyos descendientes continuaron gobernando el castillo de Ōtaki hasta la restauración Meiji. No obstante, con el paso del tiempo, los ingresos del Dominio de Ōtaki se vieron reducidos de 100.000 koku a 16.000.

### Deterioro y ruina
Como consecuencia de los constantes conflictos y de la caída del clan Satomi, a finales del siglo XVI el castillo se encontraba en ruinas. Para cuando Abe Masaharu se hizo cargo del territorio en 1671, un informe detallaba que no había ni una sola puerta funcional y que la torre del homenaje estaba en ruinas. El shogunato le ordenó la reconstrucción del mismo, pero un informe de 1690 constataba el mal estado del castillo y la lentitud del progreso de las obras. Existen muy pocas fuentes históricas de la época pero, aparentemente, el castillo fue ampliado. La torre del homenaje reconstruida ardió el año 1842 y no se volvió a reparar.

### Reconstrucción
La actual torre del homenaje se reconstruyó en 1975 para aumentar el turismo local y para funcionar como un anexo del Museo Sonan de la Prefectura de Chiba, que contiene objetos históricos, incluyendo una pequeña colección de espadas y armaduras japonesas. Como no se conservan registros del aspecto de la torre original, la actual es una imitación hecha sobre la base de unos bocetos del año 1832, en los que aparece su última descripción conocida.
Todos los años tiene lugar en septiembre el “Festival del Castillo Ōtaki”. El evento principal es un desfile de figurantes vestidos con armaduras de samurái y ropa del periodo Edo.